# Sumuradem
Sumuradem is een bestuurslaag in het regentschap Indramayu van de provincie West-Java, Indonesië. Sumuradem telt 4290 inwoners (volkstelling 2010).